# Herðubreið
Herðubreið är en vulkan i republiken Island. Den ligger i regionen Norðurland eystra, norr om Vatnajökull, och 280 km öster om huvudstaden Reykjavík. Toppen på Herðubreið är 1 681 meter över havet.
Herðubreið finns i norra delen av Vatnajökulls nationalpark. Den ligger i Islands högland på östra sidan av öknen Ódáðahraun och i närheten av vulkanen Askja. Öknen är ett stort lavafält som härrör från ett utbrott av Trölladyngja och andra sköldvulkaner i området. Herðubreið bildades under inlandsisen som täckte Island under den senaste istiden.

## Bildningssätt
Herðubreið har bildats under ett tjockt lager av inlandsis och det är förklaringen till dess form, med branta sidor och plan ovansida. Vulkanen har smält sig fram genom isen och lavan stelnade som i en gjutform. Olika lager bildades, så att den understa delen består av kuddlava, nästa del består av pelarbasalt och överst på toppen finns löst material.